# 執謙
執謙（？—1756年），字恭存，苏完瓜尔佳氏，内务府满洲镶黄旗人。雍正丙午举人，乾隆丙辰进士。
后任云南祿丰县、会泽县知县。任知县时曾经修过桥。擅长书法。

## 家族
入关始祖为達固善，与嘉庆帝簡嫔同族，后世啓泰，光绪甲午进士。